# Narodni park Kiskunság
Narodni park Kiskunság (madžarsko Kiskunsági Nemzeti Park) je narodni park v sotočju Donave in Tise, predvsem v okraju Bács-Kiskun na Madžarskem. Ustanovljen je bil leta 1975 in ga je UNESCO razglasil za biosferni rezervat. Park pokriva površino 530 km2 in se razteza čez regijo Male Kumanije (Kiskunság) v Veliki madžarski nižini, zaradi česar je drugi največji nacionalni park na Madžarskem. Območja narodnega parka se v veliki meri prekrivajo z manjšim biosfernim rezervatom Kiskunság (HUKN20009).
Različne dele narodnega parka je Madžarska s prvo razglasitvijo 11. aprila 1979 označila za zavarovana območja RAMSAR in so strogo zavarovani. Narodni park Kiskunság ima upravni sedež v bližnjem mestu Kecskemét.

## Lastnosti
Sestavljeno je iz devetih ločenih podobmočij in treh območij ohranjanja krajine, ki so dodeljena Upravi narodnega parka, razpršenih po celotnem območju.
Ena od njih je Kiskunság's Puszta, kjer vsako leto potekajo prireditve, ki obujajo staro pastirsko življenje in živinorejske običaje.
Drugo je jezero Kolon blizu mesta Izsák. Znano je po močvirskih želvah (Siebenrockiella crassicollis), čapljah, prostranstvih nedotaknjenega trstičevja in devetih vrstah orhidej, ki rastejo v bližini. Zanimiv naravni fenomen so peščene sipine v bližini Fülöpháza. Premikale naj bi se ob ugodnih vetrovnih razmerah.

## Geografija
Alkalna jezera Male Kumanije najdemo v bližini Fülöpszállás in Szabadszállás. Njihova edinstvena flora in favna sta posebne vrednosti. Na tem območju gnezdijo sabljarke, gosi in polojniki. Jezera so začasen dom več deset tisoč pticam selivkam. Ta raj za ornitologe je tudi Unescov biosferni rezervat. Jezero Szelid pri Kaloči, jezero Vadkert pri Soltvadkertu, jezero Fehér in jezero Sós pri Kiskunhalasu so idealna mesta za kopanje in kampiranje.
V narodnem parku je veliko turističnih poti, učnih poti in razglednih poti; vse to prispeva k edinstveni izkušnji Kiskunsága. Glavno središče za obiskovalce narodnega parka Kiskunság, imenovano »Hiša narave«, je v Kecskemétu.

### Zgornja Kiskunság jezera
To osrednje območje v narodnem parku je strogo zaščiteno in ga je Madžarska 11. aprila 1979 razglasila za ramsarsko zavarovano območje s številko ramsarskega območja 187.
V tem delu parka so slana jezera in močvirja, ki so nastala v obstoječih depresijah. To 3905 ha veliko območje ima plitva in velika vodna telesa, ki pticam selivkam nudijo počivališča, bogata s hrano.

### Gornja Kiskunsági Puszta
Stepsko območje s slanimi jezeri je Madžarska 6. oktobra 2006 razglasila za strogo zavarovano ramsarsko območje s številko ramsarskega območja 1646.
Regulacija reke v nekdanji poplavni ravnici Donave je spodbudila zasoljevanje večinoma izsušenih območij, obstoječa flora in favna pa je bolj podobna tistim v madžarski Puszti. Zavarovano območje obsega 11.000 hektarjev alkalnih in karbonatno bogatih step, slanih močvirij, pašnikov, s ponovnim namočenjem in razgradnjo osuševalne infrastrukture pa so nastala nova mokrišča in majhna plitva jezera, ki jih naseljujejo različne vrste vodnih ptic.

### Travniki Orgoványi
Pokrajino med vasema Ágasegyháza in Orgovány večinoma sestavljajo močvirja, vlažni travniki, slani travniki in peščene brežine. Ta del narodnega parka je bil od leta 1976 zaščiten kot območje ohranjanja krajine na površini 3753 hektarjev in je bil vključen v osrednje območje narodnega parka Kiskunság med ponovno klasifikacijo leta 1990. V vzhodnem delu travnikov Orgoványi so občasno poplavljena mokrišča in travniki. Na zahodnem delu zavarovano območje mejijo peščene sipine, ki jih naseljujejo posebne rastlinske in živalske vrste.

### Travniki Peszéradacs
Travniki Peszéradacs so sestavljeni iz raznolikih habitatov, kot so barja, močvirni travniki, peščene brežine in peščeni gozdovi. Območje barja »Turjánvidék«, ki obsega površino 5757 hektarjev, je v delu zavarovanega območja in je bilo ohranjeno v skoraj naravnem stanju z ekstenzivno živinorejo.

### Kolonsko jezero
Zavarovano območje z jezerom Kolon in sosednjimi območji v osrednjem območju narodnega parka je Madžarska 30. aprila 1997 določila za strogo zavarovano ramsarsko območje s številko ramsarskega območja 902.
Nekoč obsežno jezero je danes jezero iz trstičevja, močvirja, vrbe in blata ter je s površino 2962 hektarjev največje sladkovodno močvirje v narodnem parku Kiskunság. Prvotno je bil pritok Donave, zdaj pa je močno zamuljen zaradi kopičenja sedimentov in količine organske snovi, proizvedene v njem. Povprečna globina jezera je od 60 do 80 cm in je močno zaraščeno z algami. V plitvejših odsekih in obrežju so se začeli procesi zasoljevanja in nastajanja šote, ki služijo kot stalna gnezdišča in prehranjevanja različnih vrst ptic.

### Peščene sipine Fülöpháza
Zavarovano območje, veliko 1992 hektarov, je prednostno ohranitveno območje, ki je zaščiteno od ustanovitve narodnega parka leta 1975. Sestavljajo ga območja živega peska Peščenega grebena Kiskunság, pokrita s premikajočimi se sipinami. Višina sipin se giblje med 117 m in 130 m. Večji del območja predstavlja odprto peščeno travinje s podnebnim razmeram prilagojeno floro in favno.

### Biosferni rezervat Bugac-Puszta
Je največje in najbolj kompleksno območje narodnega parka in je tudi določeno kot biosferni rezervat. Na skupni površini 11.488 hektarjev, ki je razdeljena na dve približno enaki površini, se izmenjujejo peščene ravnice, griči, slana jezera in močvirja. Izvor te pokrajinske strukture sta tvorili dve veliki verigi peščenih sipin.

## Galerija
- Polojnik
- Zlatovranka
- Smokulja
- Navadni mrzličnik
- Muzej na prostem v Ópusztaszerju
- Belorepec
- Velika droplja
- Iris spuria
- Dianthus serotinus